# Les Amazones (pièce de théâtre, 2003)
Pour les articles homonymes, voir Les Amazones.

Les Amazones est une pièce de théâtre écrite en 2003 par  Jean-Marie Chevret et mise en scène Jean-Pierre Dravel et Olivier Macé, au Théâtre Rive Gauche. Elle est interprétée par Sonia Dubois, Fiona Gélin et Chantal Ladesou (puis Virginie Pradal ) notamment.
Cette pièce est jouée plus de 500 fois entre 2003 et 2006, et plus de 1000 fois depuis sa création.

## Argument
Martine (Sonia Dubois) vient de se faire quitter par son mari Jean-Paul, pour une femme beaucoup plus jeune qu'elle. Déprimée, elle peine a se remettre de cette séparation et c'est Micky (Fiona Gélin), femme d'affaires dynamique et copine de Martine, qui essaie de lui remonter le moral, aidé en cela de Loïc (Aurélien Wiik), jeune étudiant en arts et homosexuel qui loue la chambre de bonne de Martine. Annie (Chantal Ladesou), débarque de façon imprévue chez Martine, après avoir été renvoyée du club Med. Les trois femmes baptisent alors l'appartement la roulotte et leur joyeuse équipe les mangoustes, en référence à leur totem lorsqu'elles étaient adolescentes, chez les scouts.

## Distribution (création,théâtre Rive Gauche)
- Mise en scène : Jean-Pierre Dravel et Olivier Macé
- Décors :
- Durée : 105 minutes
- Personnages et interprètes :
  - Sonia Dubois : Martine Muriel, quadragénaire que son mari vient de quitter pour une  femme plus jeune
  - Fiona Gélin : Micky, femme d'affaires dynamique qui a sacrifié sa vie privée à son parcours professionnel
  - Chantal Ladesou : Annie, quadra renvoyée du Club Med après 43 saisons
  - Aurélien Wiik : Loïc, étudiant d'origine poitevine, en histoire de l'art, locataire de Martine
  - Olivier Benard : Guillaume, fils de Bénédicte, ancienne mangouste vivant à Clermont-Ferrand, et qui vient de faire une tentative de suicide après que sa petite amie l'a quitté

## Reprise
En 2016, Jean-Marie Chevret reprend sa pièce au théâtre Daunou, en actualisant quelque peu le propos, et avec Sonia Dubois de la première distribution, entourée de Marie-Bénédicte Roy dans le rôle de Micky, Virginie Pradal dans le rôle d'Annie, Hugo Lebœuf (le fils de Frank) et Nicolas Ven Bereven.

## Autour de la pièce
« La création des Amazones a eu lieu au Théâtre Rive Gauche le 10 mai 2003. »